# Revolució onomàstica
La revolució onomàstica és un terme encunyat pels historiadors que indica el moment de la Baixa edat mitjana, al voltant dels segles xi i xii, en el qual els cognoms comencen a adquirir una gran rellevància en l'alta societat d'occident.
Anteriorment l'aristocràcia només posseïa un nom relacionat amb el seu grup de parentiu. Amb l'atribució del patronímic, el nom de pila passa a ser més aviat un element que atorga singularitat al portador. Amb aquest canvi de paradigma els cavallers indiquen la seva ascendència i reforcen la seva identitat i la del seu llinatge. Gràcies a la literatura genealògica, complementada amb altres fonts, s'han pogut fer estudis prou rellevants sobre les estructures de parentiu de l'aristocràcia medieval, basades en el matrimoni com a aliança política i territorial, propiciades també per aquesta revolució onomàstica. J.E. Ruiz Domènec descriu el fenomen parlant de la "mirada feudal cap a l'anterioritat", cap al principi, que els serveix per a justificar el que hi ha establert en la seva actualitat, les arrels tenen un gran pes, ja que per ells el present "radica" dels orígens. Cal advertir que, excepte en els rangs més poderosos, les genealogies de l'època no eren del tot precises, degut a certes circumstàncies que feien perdre l'ascendència. Aquest era el cas dels fills que prenien el cognom matern i dels casos que s'adoptava el d'un senyor més poderós per necessitat.
S'ha considerat la seva forta influència en l'heràldica, que també se'n té constància a Catalunya des del segle xii. Aleshores els únics usuaris d'emblema d'escut eren igualment aquells de rang jeràrquic més elevat fins que no es va començar a escampar en la classe burgesa, menestral i pagesa cap a mitjan segle xiii.

## Impacte en la literatura
El potenciament de la identitat a causa de la revolució onomàstica és paral·lel a l'emergent literatura romànica. La recerca de la identitat és un tema recurrent en autors occidentals de l'època com Chrétien de Troyes, amb personatges de la matèria de Bretanya que es diferencien pel nom de pila. El fenomen genealògic va despertar l'interès de R. Howard Bloch a l'obra Etymologies and genealogies. A literary anthropology of the French Middle Age, considerada una de les obres medievalístiques recents de més impacte que beu de la psicoanàlisi de Sigmund Freud i dels estudis antropològics de Michel Foucault. L'autor explica, per exemple, que la literatura èpica francesa més prematura "està profundament implicada en l'estratègia d'orígens lingüístics i familiars", que en la cançó de gesta "el llinatge serveix per organitzar tot un model literari", i parla d'alguns poemes heroics (els mateixos que Duby pensa que poden haver servit com a inspiració per cròniques familiars) plens de catàlegs de famílies nobles d'origen carolingi. Howard Bloch remarca el fet que "ser noble és tenir la possibilitat de referir-se a una genealogia, i poder referir-se a una genealogia és reafirmar automàticament un lloc propi en els esglaons més alts d'una societat fortament jerarquitzada".

## Catalunya
Es té constància que des de finals del segle x a Catalunya es comença a estendre, amb un èxit relatiu, l'ús del patronímic en l'alta societat, moment en el qual l'amenaça musulmana fa patir els territoris del comtat de Borrell. Per aquest motiu es busca reforçar l'estructura feudal, dotar-la d'una nova "xarxa complexa de significacions" i fonamentant-la entre altres coses en el sistema de parentiu, que es va convertir en una llei de selecció a l'alçada de la teoria de l'aliança matrimonal que va formular Claude Levi-Strauss. Aquest era un sistema d'intercanvi entre grups o famílies era simètric (directe) o asimètric (la dona era entregada a un grup del mateix estrat o inferior) amb l'objectiu d'establir llaços i perpetuar el poder senyorial. El patronímic solia ser el nom del castell de provinència de la línia sanguínia, per la qual cosa el cognom també contenia un significat territorial que va donava sentit al fenomen d'aliances aristocràtiques. No és fins als segles xi i xii quan el sistema onomàstic realment agafarà volada i prendrà rellevància.